# Periyar nationalpark
Periyar nationalpark,  engelska: Periyar Tiger Reserve, hindi: Periyār Sanctuary, engelska: Periyar National Park, Periyar National Park (PNP), Periyar Wildlife Sanctuary, Thekkady) är ett viltreservat i Indien.   Det ligger i delstaten Kerala, i den södra delen av landet, 2 100 km söder om huvudstaden New Delhi. Arean är 305 kvadratkilometer.